# Президентські вибори в Бразилії 1919
Позачергові президентські вибори в Бразилії 1919 року відбулись 13 квітня 1919 року через смерть президента Родрігеса Алвеса, обраного 1918 року. Перемогу на цих виборах здобув кандидат від Республіканської партії штату Параїба Епітасіу Пессоа, який набрав 71 % голосів.

## Результати
| Кандидат                 | Партія                               | Голоси  | %    |
| ------------------------ | ------------------------------------ | ------- | ---- |
| Епітасіу Пессоа          | Республіканська партія штату Параїба | 286 373 | 71,0 |
| Руй Барбоза              | Незалежний                           | 116 414 | 28,9 |
| Інші кандидати           | Інші кандидати                       | 528     | 0,1  |
| Зіпсовані/пусті бюлетені | Зіпсовані/пусті бюлетені             |         | -    |
| Разом                    | Разом                                | 403 315 | 100  |